# Kruglovski
Kruglovski (en rus: Кругловский) és un poble (un possiólok) de l'óblast de Vorónej, a Rússia, segons el cens del 2010 tenia 145 habitants.